# Gulei
Gulei (kinesiska: 古雷) är en köping i sydöstra Kina. Den ligger i Zhangpu härad i staden Zhangzhou i provinsen Fujian, omkring 300 kilometer sydväst om provinshuvudstaden Fuzhou. Antalet invånare är 36 020. Befolkningen består av 17 105 kvinnor och 18 915 män. Barn under 15 år utgör 15,0 %, vuxna 15-64 år 75 %, och äldre över 65 år 8,0 %.